# آنتسوها (بلو سور تسیریبیهینا)
آنتسوها (به لاتین: Antsoha) یک منطقهٔ مسکونی در ماداگاسکار است که در بلنی تسیریبینا (ناحیه) واقع شده‌است. آنتسوها ۴٬۰۰۰ نفر جمعیت دارد و ۷۰ متر بالاتر از سطح دریا واقع شده‌است.